# Campeonato Mato-Grossense de Futebol de 2024 - Segunda Divisão
O Campeonato Mato-Grossense de Futebol - Segunda Divisão de 2024 foi a 20ª edição deste torneio anual realizado pela Federação Mato-Grossense de Futebol. A competição contou com a participação de 12 clubes e teve seu início no dia 27 de abril e seu final previsto para junho.

## Regulamento
Na Primeira Fase, as 12 equipes serão divididas em dois grupos. Classificaram para a segunda fase, as quatro equipes que terminarem a fase nas quatro primeiras colocações. 
Na Fase Final, as equipes se enfrentam em mata-mata, com confrontos de ida e volta, a partir das quartas de final, os confrontos são definidos por cruzamento olímpico 

### Critérios de Desempate

#### Primeira Fase
Em caso de empate em pontos, entre duas ou mais equipes ao final da Primeira Fase, o desempate será efetuado observando-se os critérios abaixo, pela ordem: a) – maior número de vitórias;
b) – maior saldo de gols;
c) – maior número de gols pró;
d) – maior número de pontos ganhos no confronto direto (entre duas associações);
e) – maior saldo de gols no confronto direto (entre duas associações);
f) – menor número de cartões amarelos;
g) – menor número de cartões vermelhos;
h) – sorteio 

#### Fase Final
Ao final dos confrontos da Fase Final, em caso de empate em pontos ganhos, o critério de desempate será o de maior saldo de gols nas duas partidas; persistindo o empate a disputa de pênaltis será o critério utilizado 

## Primeira Fase

### Grupo A
| Pos | Equipe                 | Pts | J | V | E | D | GP | GC | SG  | Classificado |  | AÇA | RON | CHA | OFC | AMT | PLT |
| --- | ---------------------- | --- | - | - | - | - | -- | -- | --- | ------------ |  | --- | --- | --- | --- | --- | --- |
| 1   | Ação                   | 9   | 4 | 3 | 0 | 1 | 9  | 6  | +3  | Fase final   |  | —   |     | 2–1 | 2–1 | 4–0 |     |
| 2   | Rondonópolis           | 8   | 4 | 2 | 2 | 0 | 10 | 5  | +5  | Fase final   |  | 4–1 | —   |     | 3–3 | 2–0 |     |
| 3   | Chapada                | 7   | 4 | 2 | 1 | 1 | 7  | 4  | +3  | Fase final   |  |     | 1–1 | —   | 2–1 |     |     |
| 4   | Operário FC            | 4   | 4 | 1 | 1 | 2 | 6  | 7  | −1  | Fase final   |  |     |     |     | —   | 1–0 |     |
| 5   | Atlético Matogrossense | 0   | 4 | 0 | 0 | 4 | 0  | 10 | −10 |              |  |     |     | 0–3 |     | —   | 5–1 |
| 6   | Paulistano             | 0   | 0 | 0 | 0 | 0 | 0  | 0  | 0   | Desistente   |  |     | 0–9 |     |     |     | —   |

- a. ^  O Paulistano comunicou a desistência de sua participação no campeonato após a segunda rodada. o clube alegou não possuir condições para manter o elenco tendo em vista o surto de dengue, Chikungunya e gripe que vem atingindo o município no qual está com sede e treinamentos. De acordo o regulamento do campeonato, todos os jogos já disputados pelo desistente foram anulados. Os 3 jogos restantes do Paulistano foram cancelados.

### Grupo B
| Pos | Equipe        | Pts | J | V | E | D | GP | GC | SG | Classificado |     | SIN | SOR | CAC | SSI | CNV | SCZ |
| --- | ------------- | --- | - | - | - | - | -- | -- | -- | ------------ | --- | --- | --- | --- | --- | --- | --- |
| 1   | Sinop         | 13  | 5 | 4 | 1 | 0 | 8  | 3  | +5 | Fase final   |     | —   |     |     | 2–0 | 3–2 |     |
| 2   | Sorriso       | 11  | 5 | 3 | 2 | 0 | 8  | 3  | +5 | Fase final   |     | 1–1 | —   |     |     |     | 3–0 |
| 3   | Cáceres       | 7   | 5 | 2 | 1 | 2 | 6  | 6  | 0  | Fase final   |     | 0–1 | 1–1 | —   | 1–0 |     |     |
| 4   | Sport Sinop   | 6   | 5 | 2 | 0 | 3 | 6  | 6  | 0  | Fase final   |     |     | 1–2 |     | —   | 3–1 | 2–0 |
| 5   | Campo Novo    | 3   | 5 | 1 | 0 | 4 | 6  | 10 | −4 |              |     |     | 0–1 | 1–3 |     | —   | 2–0 |
| 6   | Santa Cruz-MT | 3   | 5 | 1 | 0 | 4 | 3  | 9  | −6 |              | 0–1 |     | 3–1 |     |     | —   |     |

## Fase Final
Em itálico as equipes que possuem o mando de campo no jogo de ida; em negrito as equipes vencedoras.
|  | Quartas de final  | Quartas de final  | Quartas de final | Quartas de final |       |         | Semifinais       | Semifinais       | Semifinais       | Semifinais       |  |               | Final                    | Final                    | Final                    | Final                    |  |  |
|  | 2 a 9 de junho    | 2 a 9 de junho    | 2 a 9 de junho   | 2 a 9 de junho   |       |         | 15 e 23 de junho | 15 e 23 de junho | 15 e 23 de junho | 15 e 23 de junho |  |               | 30 de junho e 7 de julho | 30 de junho e 7 de julho | 30 de junho e 7 de julho | 30 de junho e 7 de julho |  |  |
|  |                   |                   |                  |                  |       |         |                  |                  |                  |                  |  |               |                          |                          |                          |                          |  |  |
|  | Sinop             | 4                 | 2                | 6                |       |         |                  |                  |                  |                  |  |               |                          |                          |                          |                          |  |  |
|  | Operário FC       | 1                 | 1                | 2                |       |         |                  |                  |                  |                  |  |               |                          |                          |                          |                          |  |  |
|  | Operário FC       | 1                 | 1                | 2                |       | Sinop   | 0                | 0                | 0                |                  |  |               |                          |                          |                          |                          |  |  |
|  |                   |                   |                  |                  |       | Sinop   | 0                | 0                | 0                |                  |  |               |                          |                          |                          |                          |  |  |
|  |                   | Cáceres           | 1                | 2                | 3     |         |                  |                  |                  |                  |  |               |                          |                          |                          |                          |  |  |
|  | Rondonópolis      | Cáceres           | 1                | 2                | 3     | 0       | 0                | 0                |                  |                  |  |               |                          |                          |                          |                          |  |  |
|  | Rondonópolis      |                   |                  |                  |       | 0       | 0                | 0                |                  |                  |  |               |                          |                          |                          |                          |  |  |
|  | Cáceres           | 0                 | 1                | 1                |       |         |                  |                  |                  |                  |  |               |                          |                          |                          |                          |  |  |
|  | Cáceres           | 0                 | 1                | 1                |       |         |                  |                  |                  |                  |  | Cáceres (pen) | 0                        | 2                        | 2 (4)                    |                          |  |  |
|  |                   |                   |                  |                  |       |         |                  |                  |                  |                  |  | Cáceres (pen) | 0                        | 2                        | 2 (4)                    |                          |  |  |
|  |                   | Sport Sinop       | 1                | 1                | 2 (2) |         |                  |                  |                  |                  |  |               |                          |                          |                          |                          |  |  |
|  | Sorriso           | Sport Sinop       | 1                | 1                | 2 (2) | 0       | 1                | 1                |                  |                  |  |               |                          |                          |                          |                          |  |  |
|  | Sorriso           |                   |                  |                  |       | 0       | 1                | 1                |                  |                  |  |               |                          |                          |                          |                          |  |  |
|  | Chapada           | 0                 | 3                | 3                |       |         |                  |                  |                  |                  |  |               |                          |                          |                          |                          |  |  |
|  | Chapada           | 0                 | 3                | 3                |       | Chapada | 2                | 1                | 3 (4)            |                  |  |               |                          |                          |                          |                          |  |  |
|  |                   |                   |                  |                  |       | Chapada | 2                | 1                | 3 (4)            |                  |  |               |                          |                          |                          |                          |  |  |
|  |                   | Sport Sinop (pen) | 2                | 1                | 3 (5) |         |                  |                  |                  |                  |  |               |                          |                          |                          |                          |  |  |
|  | Ação              | Sport Sinop (pen) | 2                | 1                | 3 (5) | 1       | 0                | 1 (3)            |                  |                  |  |               |                          |                          |                          |                          |  |  |
|  | Ação              |                   |                  |                  |       | 1       | 0                | 1 (3)            |                  |                  |  |               |                          |                          |                          |                          |  |  |
|  | Sport Sinop (pen) | 0                 | 1                | 1 (4)            |       |         |                  |                  |                  |                  |  |               |                          |                          |                          |                          |  |  |